# Rio Novo (rio do Espírito Santo)
O rio Novo é um curso de água do estado do Espírito Santo, Brasil. Apresenta 80 km de extensão e sua bacia hidrográfica drena uma área de 797 km² que engloba o município de Rio Novo do Sul e parte dos municípios de Vargem Alta, Piúma, Iconha e Itapemirim.
O rio Novo nasce no município de Vargem Alta. Sua nascente situa-se a uma altitude de aproximadamente 800 metros, no trecho da serra do Castelo conhecido por serra do Richmond. Após receber as águas do rio Iconha, no município de Piúma, o rio Novo também é chamado de rio Piúma.
O rio Novo atravessa a zona urbana dos municípios de Vargem Alta e de Piúma, onde tem sua foz no oceano Atlântico. Ao longo de seu percurso, alguns trechos servem de limite entre municípios. O trecho entre a foz do ribeirão Concórdia e a formação rochosa do Frade e a Freira separa os municípios de Vargem Alta e Rio Novo do Sul. O trecho entre o Frade e a Freira e a foz do córrego do Pinto separa os municípios de Rio Novo do Sul e Itapemirim.